# Peter Tereszczuk
Peter Tereszczuk, né à Wybudow, en Autriche-Hongrie (actuellement en Ukraine) le 9 février  1875, et mort à Vienne, en Autriche) le 14 août  1963, est un sculpteur autrichien apparenté au mouvement de l'Art nouveau.

## Biographie
Peter Tereszczuk étudie la sculpture sur bois à l'école des Arts et Métiers de Vienne, sous la direction de Hermann Klotz. C'est dans cette ville qu'il réalisera ses œuvres les plus remarquables, entre 1895 et 1925. Il est surtout connu par les collectionneurs pour ses statuettes chryséléphantines en bronze à patine brune, mains et visage en ivoire de 15 à 30 cm de hauteur. Ses figurines servent souvent de décoration pour des objets de bureau, tels des encriers, des presse-papiers ou des lampes. Elles portent sa signature et le cachet de la fonderie Ullmann sur le bord arrière du socle. 
Ses sculptures en bronze se retrouvent régulièrement dans les ventes aux enchères en Europe et en Amérique, où elles sont très recherchées.